# Runes lligades
Una runa lligada o bindrune (en islandès: bandrún) és una lligadura germànica del Període de Migració de dues o més runes. Són extremadament rares en les inscripcions de l'Edat Vikinga, però són comunes en inscripcions anteriors (protonòrdiques) i posteriors (medievals).
En algunes pedres rúniques, les runes lligades poden haver estat ornamentals i utilitzades per ressaltar el nom del tallador.

## Descripció
Hi ha dos tipus de runes lligades:

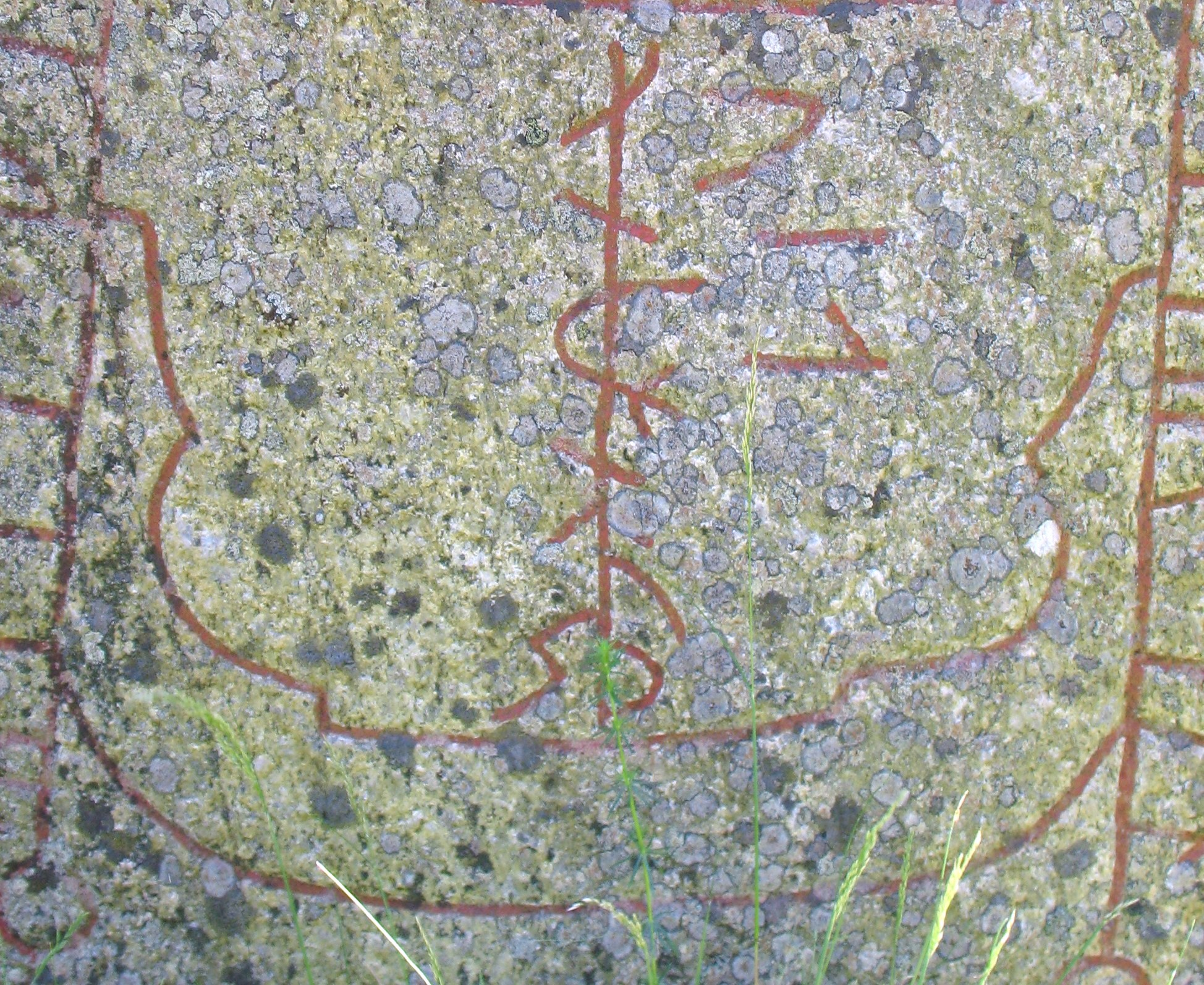
Un vaixell el pal del qual està format amb les runes lligades τ=r=u=t=a=ʀ= =τ=i=a=k=n, a la pedra rúnica Sö 158 a Ärsta, Södermanland, Suècia. Les runes lligades indiquen que el difunt era un thegn fort.

- Les runes lligades normals estan formades per dues (o rarament tres) runes adjacents que s'uneixen per formar un únic glif conjunt, que normalment comparteixen un traç vertical comú (vegeu l'exemple de Hadda a continuació).[3]
- Runes lligades al pentagrama, que és comuna a les inscripcions rúniques escandinaves, però que no apareix en absolut a les inscripcions rúniques anglosaxones, està formada per diverses lletres rúniques escrites seqüencialment al llarg d'una llarga línia de base comuna (vegeu l'exemple τ=r=u=t=a=ʀ= =τ=i=a=k=n que es mostra a la imatge).[4] En aquests últims casos, la llarga línia de base de la runa lligada es pot incorporar a una imatge de la pedra rúnica, per exemple, com el pal d'un vaixell a les pedres rúniques Sö 158 a Ärsta i Sö 352 a Linga, Södermanland, Suècia, o com les onades sota un vaixell a DR 220 a Sønder Kirkeby, Dinamarca.[4]

## Exemples

### Futhark antic
Alguns exemples que es troben a les inscripcions de Futhark antic són:
- Runes Tiwaz apilades: Pedra de Kylver, Seeland-II-C
- Runes Gebô combinades amb vocals: Kragehul I
- La síl·laba ing escrita com a lligadura d'Isaz i Ingwaz (l'anomenada "runa de la llanterna").[5]

### Futhorc anglosaxó
Les runes lligades no són habituals en les inscripcions anglosaxones, però de vegades apareixen dobles lligadures i rarament triples. Els següents són exemples de runes d'enllaç que s'han identificat en inscripcions rúniques anglosaxones:

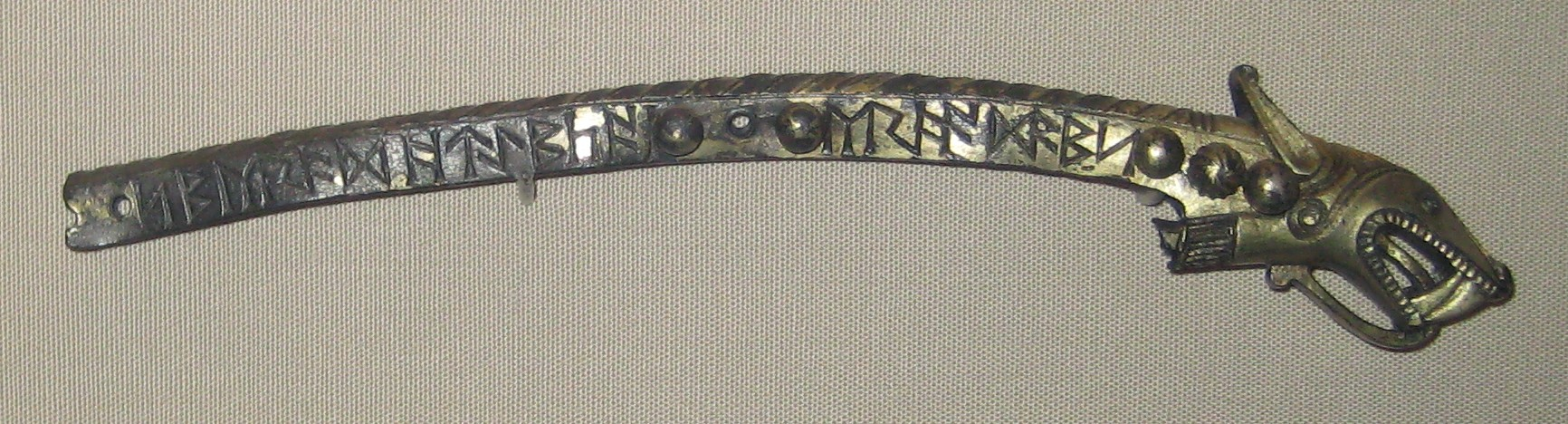
Inscripció rúnica críptica en una muntura de ganivet de plata, amb diverses runes lligades.

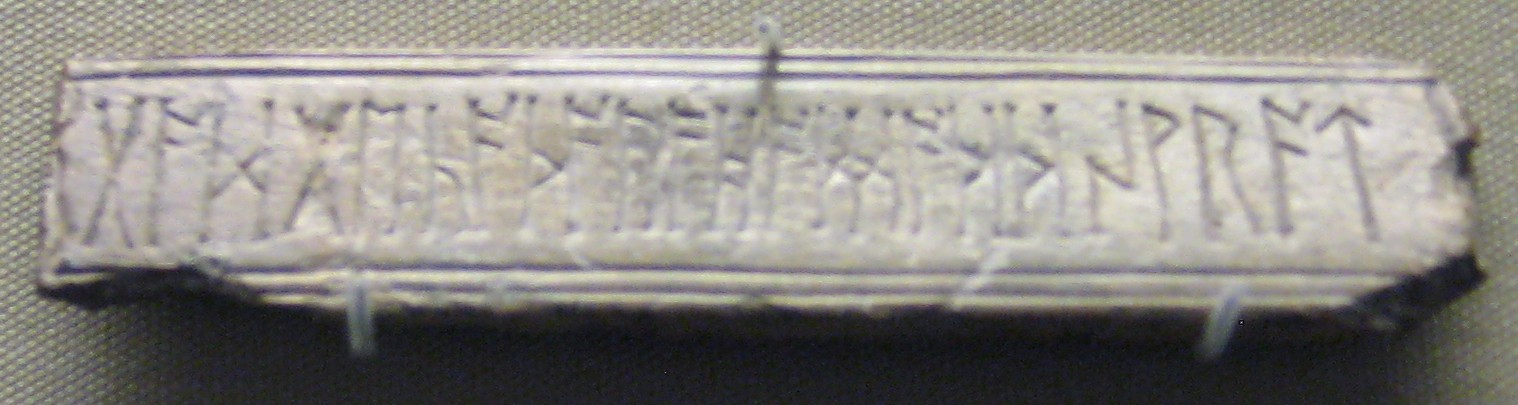
La "placa d'os de Derbyshire", que mostra el nom Hadda amb una doble ᛞ lligada.

- La paraula gebiddaş s'escriu amb una doble ᛞ (dd) lligada a la pedra rúnica de Thornhill III.
- El nom Hadda està escrit amb una doble ᛞ (dd) lligada a la placa d'os de Derbyshire.
- La paraula broşer s'escriu amb una ᛖ i una ᚱ (er) lligades en alguns estícules de Northumbria.
- La inscripció [h]ring ic hatt[æ] ("anell, sóc anomenat") està escrita amb una ᚻ i una ᚪ (ha) lligades a l'anell de Wheatley Hill.
- Els noms dels evangelistes, Mat(t)[h](eus) i Marc, estan escrits amb una  ᛗ i una  ᚪ (ma) lligades al taüt de Sant Cutbert.
- El nom Dering pot estar escrit amb una triple lligadura  ᛞ,  ᛖ i  ᚱ (der) a la pedra rúnica de Thornhill III (aquesta lectura no és segura).
- La paraula sefa s'escriu amb una ᚠ i una ᚪ (fa) lligades al costat dret del taüt dels Francs.
- Les runes doblement lligades  ᛖᚱ (er),  ᚻᚪ (ha) i  ᛞᚫ (dæ) apareixen a la inscripció rúnica críptica d'una muntura de ganivet de plata al Museu Britànic.
- La paraula gægogæ a la bracteada d'Undley s'escriu amb ᚷ i ᚫ (gæ) i ᚷ i ᚩ (go) lligades.
- Una  ᚾ i  ᛏ (nt) lligades apareixen a la paraula glæstæpontol en una inscripció críptica en un anell de plata de Bramham Moor a West Yorkshire.
- Una triple lligadura  ᛞ,  ᛗ i  ᚩ (dmo) apareix en un amulet trencat trobat prop de Stratford-upon-Avon el 2006. Aquesta és l'única runa de triple lligadura anglosaxona certa coneguda. Possiblement hi ha una runa de lligadura tènue  ᛖ,  ᛞ (ed) al revers de l'amulet.[8]
- El nom Ecgbeorht gravat en un braçalet del Tresor de Galloway s'escriu eggbrect amb  ᛖ i  ᚳ (ec) lligats, i la  ᛏ (t) final afegida a sobre de la lletra final.
- El nom anglosaxó Eadruf, que altrament no està documentat, està inscrit en un penjoll de creu llatina d'or, amb ᛞ i ᚱ (dr) lligats i probablement ᛖ i ᚪ (ea) lligats.[9]

## Ús modern
- El logotip de Bluetooth fusiona les runes anàlogues a les lletres h i b de l'alfabet llatí modern;  (Hagall) i  (Berkanan) juntes, formant una runa d'unió. Les dues lletres formen les inicials 'H B', en al·lusió al rei danès i assaltant viking Harald Bluetooth, de qui Bluetooth va rebre el nom.
- L'antic logotip de Thor Steinar presentava una combinació d'una runa *tiwaz (ᛏ) i una runa *sowilo ᛋ. Aquest logotip va causar controvèrsia, ja que les runes estaven tan combinades que una part del logotip es va tornar molt similar a la insígnia de la Schutzstaffel.

## Galeria
- Les runes a i þ lligades a la Pedra de Rök
- Les runes s i k lligades a la paraula nòrdica antiga * skipari ("mariner") a la pedra rúnica de la tonyina a Småland.
- Una runa d'enllaç per a la paraula runaʀ a la pedra rúnica de Sønder Kirkeby a Dinamarca.
- Logotip de Bluetooth (runa de vincle dels segles XX/XXI)  (Hagall) i  (Bjarkan).